# طية مقعرة

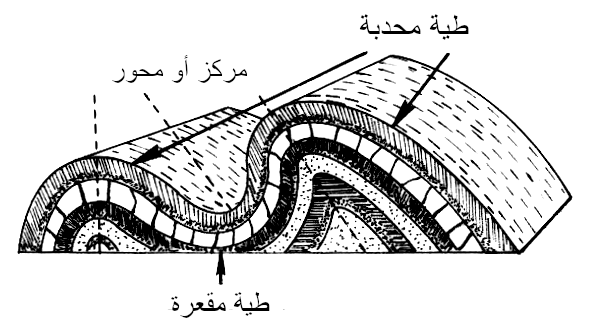
طية محدبة بجانبها طية مقعرة.

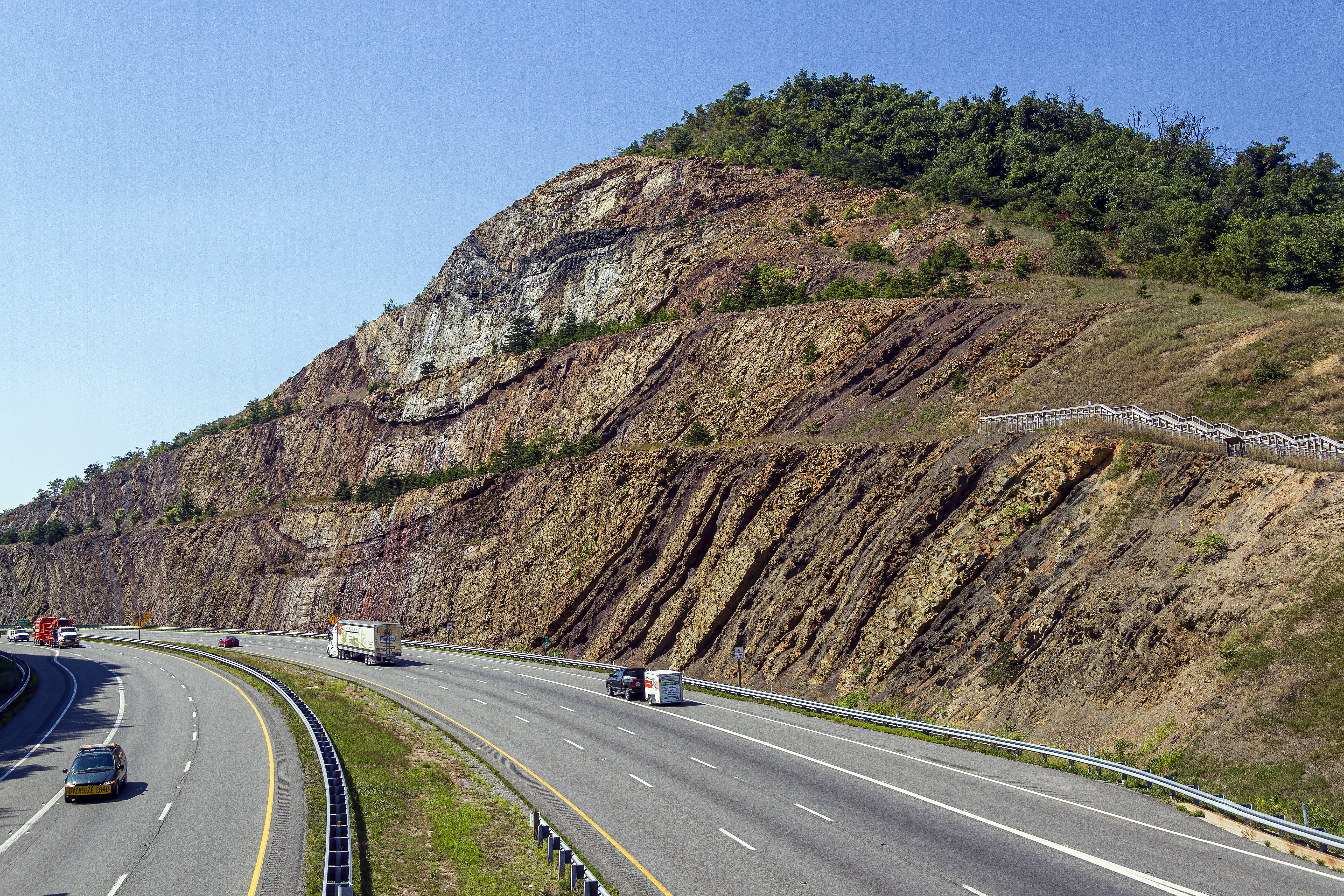
طية مقعرة.

الطية المقعرة أو الوَقَبة في الجيولوجيا البنيوية، هي طية من الطبقات التي يقترب فيها الجناحين نحو الأسفل و يميلان نحو المستوى المحوري للطية، وتنتج بتأثير قوى الضغط ، وفيها تكون الطبقات الاحدث في المنتصف ويقل عمر صخور الطبقات كلما اتجهنا للخارج على عكس الطية المحدبة. وتكمن اهميتها في أنها مكان لتجمع الخامات المهمة مثل الفسفات.